# Pod Javorníkem
Pod Javorníkem je základní sídelní jednotka obce Trojanovice v okrese Nový Jičín. Sídlo o rozloze 6,4 km² se nachází jihozápadně od Frenštátu pod Radhoštěm a západně od Trojanovic. Leží mezi říčkou Rokytná a Myslíkovským potokem v průměrné nadmořské výšce 465 metrů. Jihozápadně stojí vrch Na Kopci s 498 metry, kilometr východně leží Velký Javorník (917 m), východně bývalý důl Frenštát a jihozápadně Malý Javorník (838 m).
Sídlo stojí západně od silnice I. třídy č. 58, západní částí prochází modře značená turistická trasa.

## Obyvatelstvo
V roce 1991 zde žilo 264 lidí, o deset let později 282.

## Pamětihodnosti
- Krucifix[5] byl prohlášen kulturních památkou. Pochází z roku 1796. Nechali jej postavit místní obyvatelé Jiří Chovanec, Josef Horečka a Jan Tichavský.[6]